# 奈尼塔尔
奈尼塔尔（Nainital），是印度北阿坎德邦奈尼塔尔县的一个城镇。总人口1281人（2001年）。北阿坎德邦总督在该镇设有第二总督府，即奈尼塔尔总督府（Raj Bhavan），供总督夏季居住。

## 人口
该地2001年总人口1281人，其中男性667人，女性614人；6岁或以下人口99人，其中男44人，女55人；识字率82.12%，其中男性为86.36%，女性为77.52%。

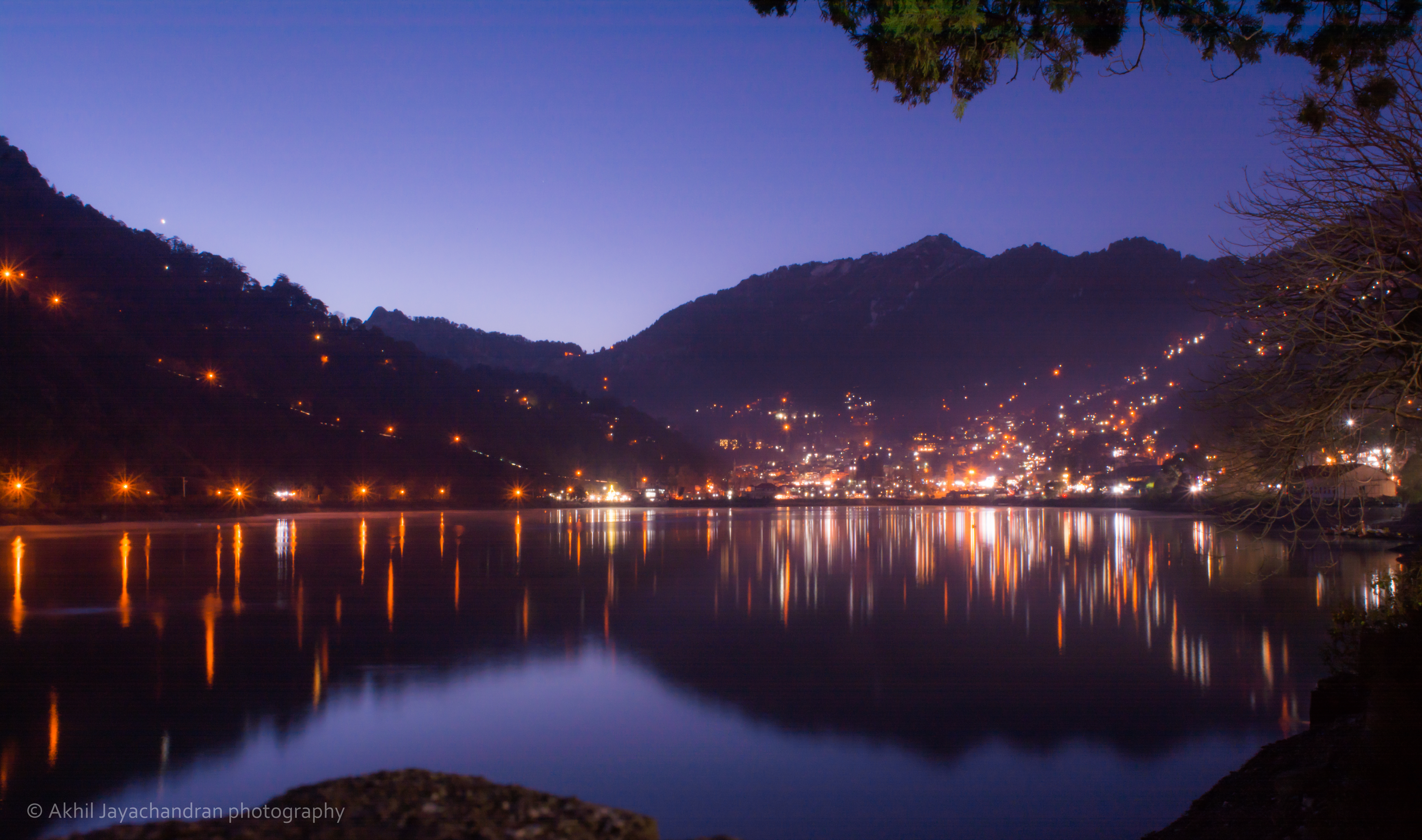
天际线
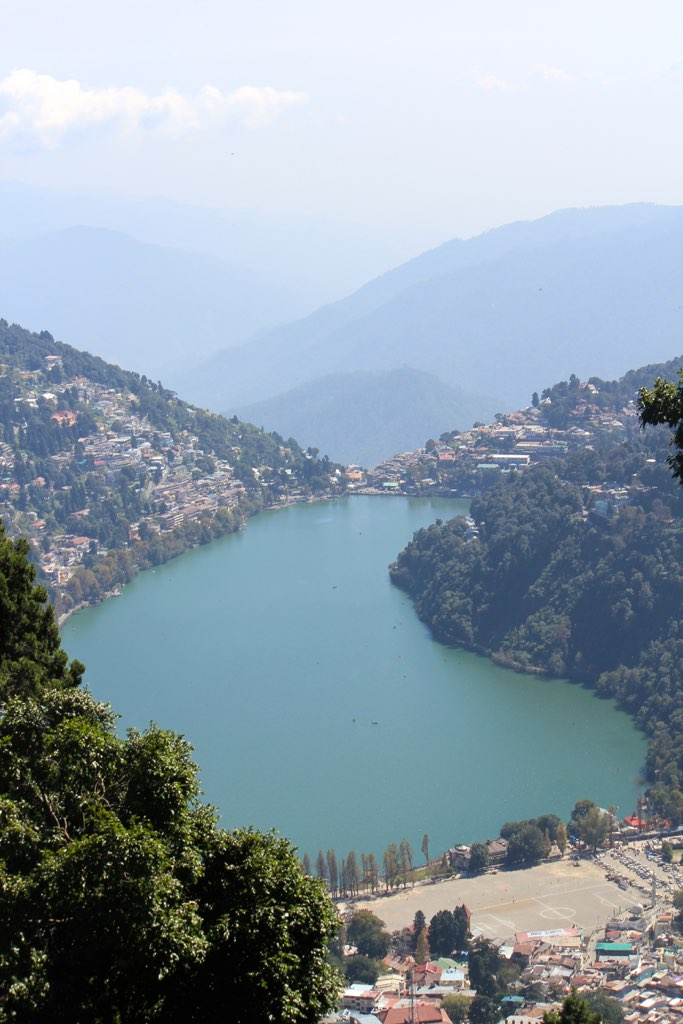
奈尼塔尔湖
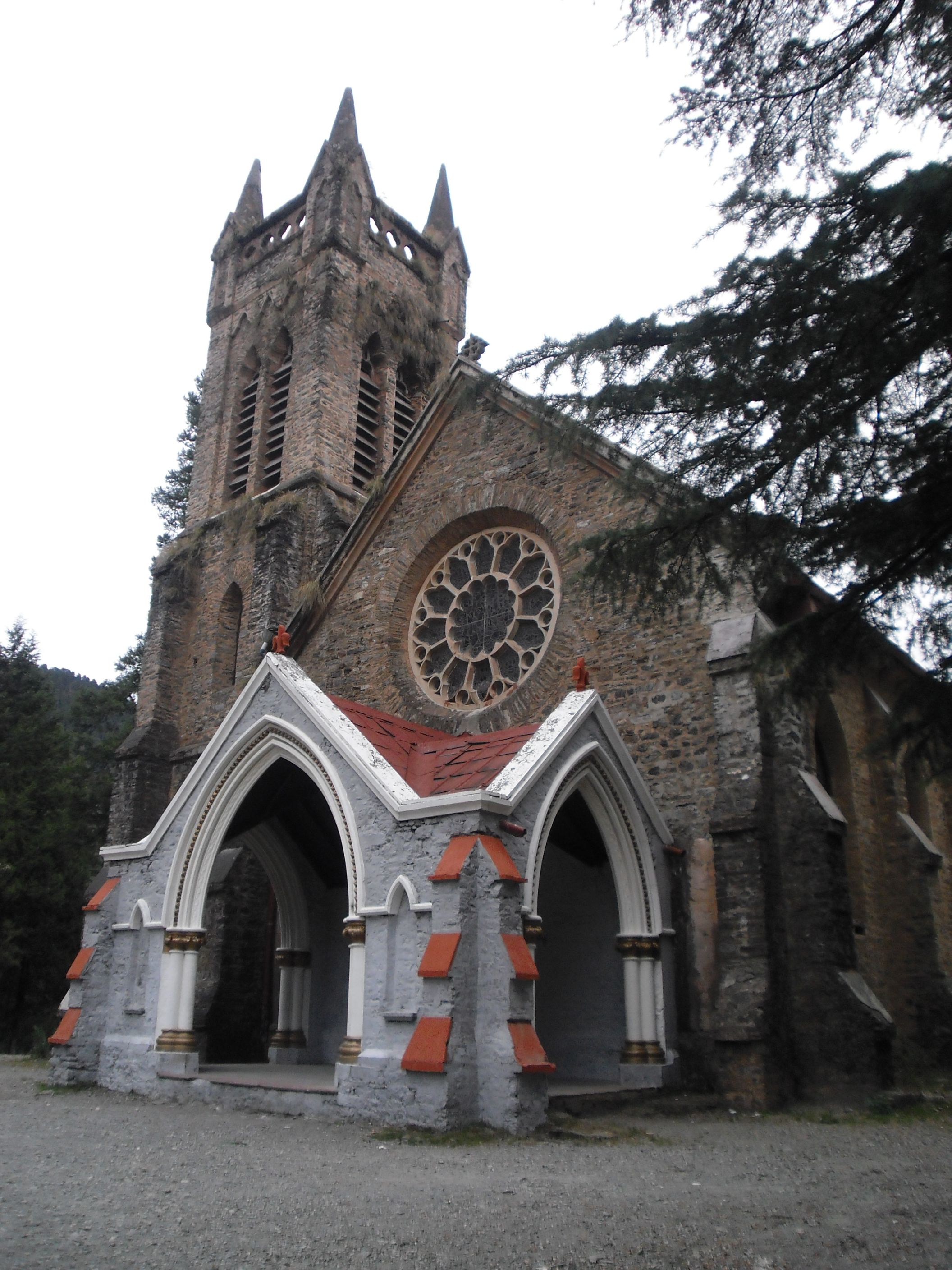
圣约翰堂
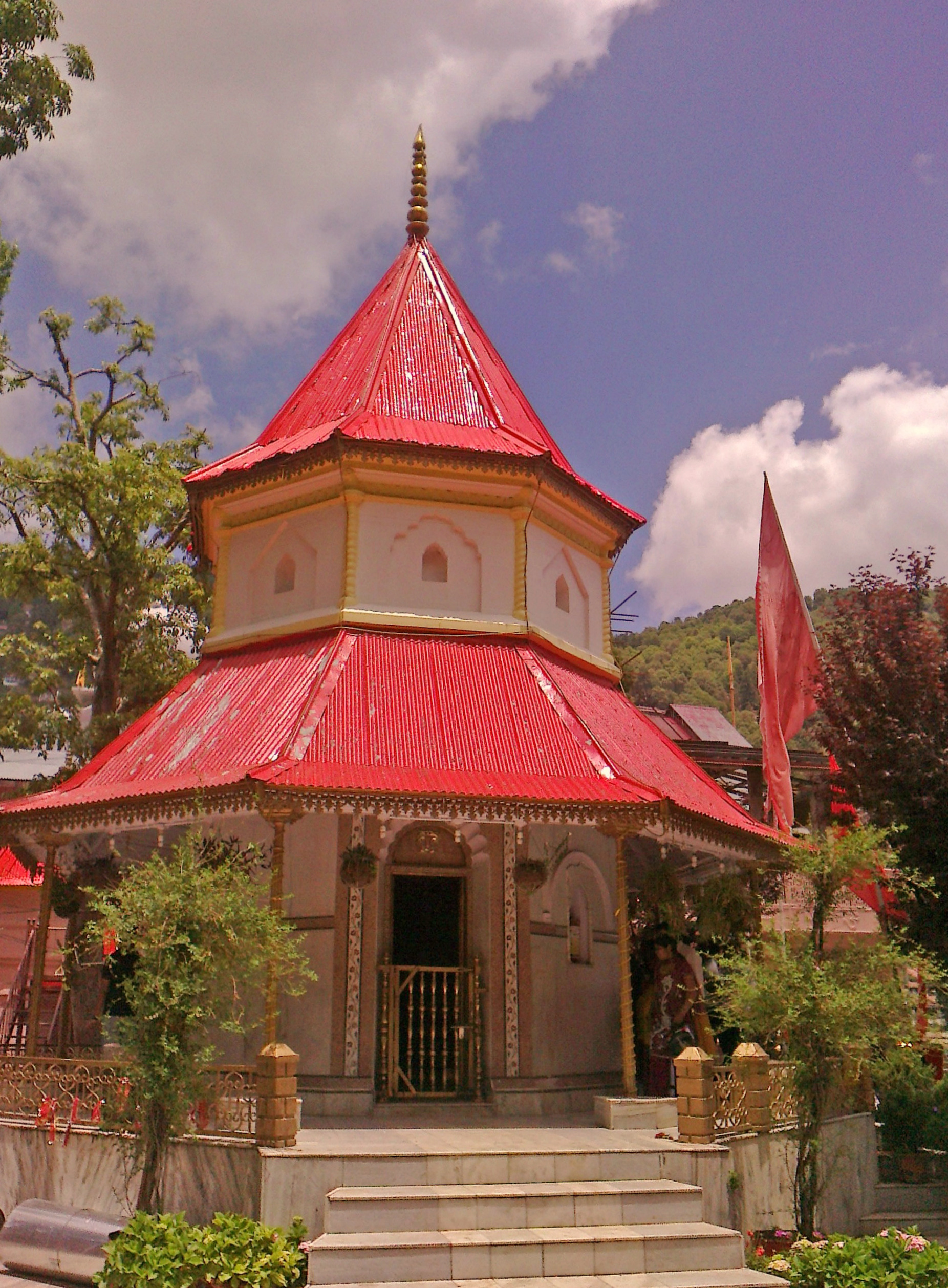
Naina Devi 庙
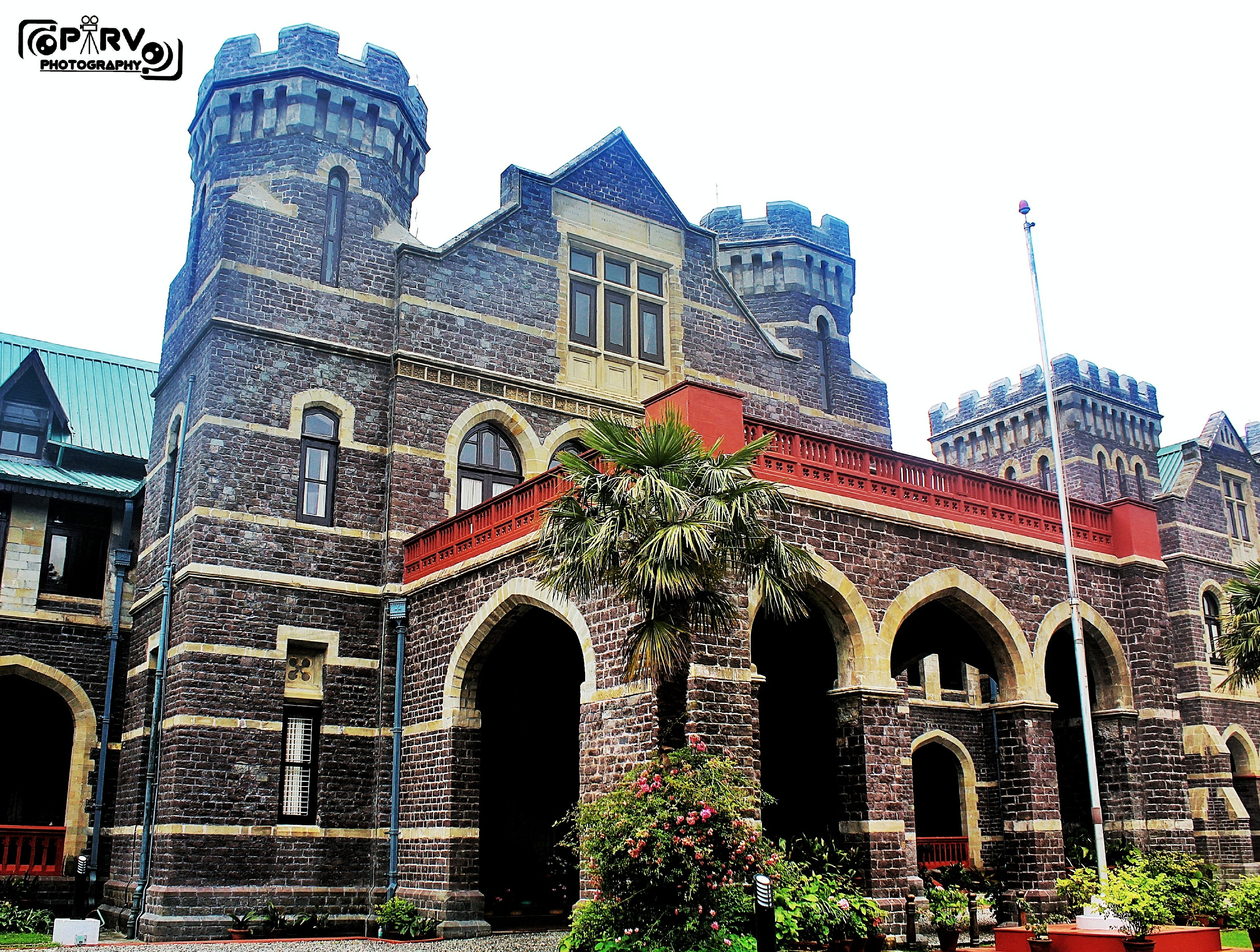
奈尼塔尔总督府
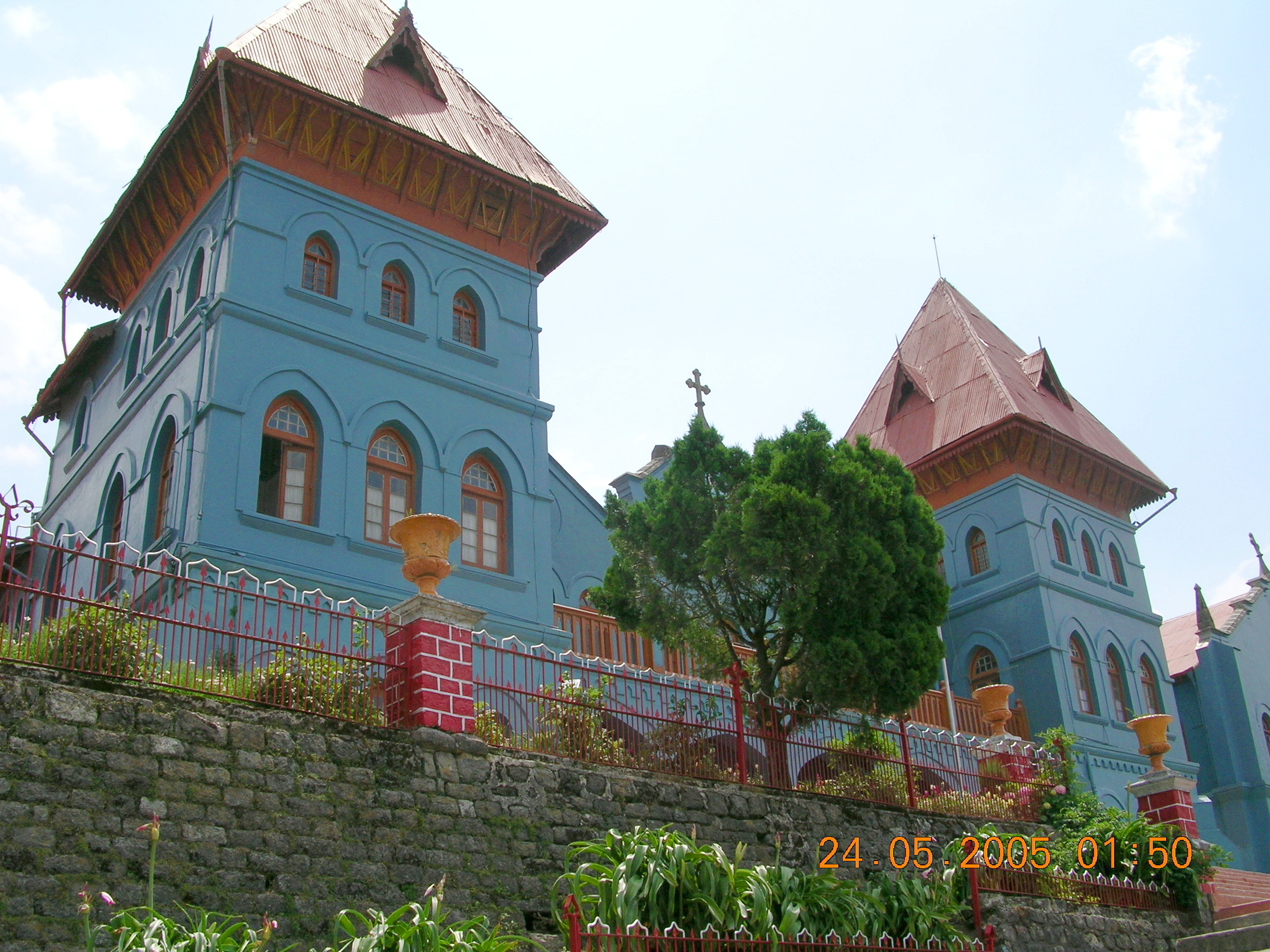
圣若瑟书院